# Ніч коротка
«Ніч коротка» (рос. «Ночь коротка») — український радянський художній фільм 1981 року режисера Михайла Бєлікова. Виробництво кіностудії імені Олександра Довженка.

## Сюжет
Перші дні після німецько-радянської війни. Головний герой, сирота Ваня Голубенко, живе з тіткою. Хоча Ваня відчуває постійну турботу і доброту тітки, він часто робить непоправні помилки…

## У ролях
- Сергій Каніщев —  Іван
- Едик Соболєв —  Іван у дитинстві
- Тетяна Каплун —  Аліна
- Лена Середа —  Аліна в дитинстві
- Наталія Селіверстова —  тітка Івана
- Ігор Охлупін —  Меркурій
- Євген Паперний —  батько Аліни
- Валентина Гришокіна —  мати Аліни
- Ніна Шаролапова —  Анжела
- Олена Коваленко —  тітка Шура
- Михайло Голубович —  управдом-інвалід
- Ігор Пугач —  Чита
- Олександр Толстих —  Захаркін
- Анатолій Фещенко —  Петрович
- Віктор Андрієнко

## Творча група
- Сценарій: Михайло Бєліков, Володимир Меньшов
- Режисер: Михайло Бєліков
- Оператор: Василь Трушковський
- Композитор: